# Robledo de Chavela
Robledo de Chavela és un municipi de la Comunitat de Madrid. Limita al nord amb Santa María de la Alameda i Zarzalejo, a l'est amb San Lorenzo de El Escorial, Navalagamella i Fresnedillas de la Oliva, al sud amb Colmenar del Arroyo i Navas del Rey, i a l'oest amb Valdemaqueda i Cebreros. Separada del nucli urbà (a uns 3 km), es troba l'estació de ferrocarril, formada, aproximadament, per una desena d'edificis (vestíbul de viatgers, moll de càrrega i alguns habitatges). Actualment funciona només com a baixador.

## Demografia
| 1940  | 1950  | 1960  | 1970  | 1981  | 1991  | 1996  | 2001  | 2004  | 2006  |
| ----- | ----- | ----- | ----- | ----- | ----- | ----- | ----- | ----- | ----- |
| 1.517 | 1.585 | 1.607 | 1.634 | 1.647 | 1.813 | 2.139 | 2.488 | 3.008 | 3.319 |

## Resultat de les eleccions municipals de 2007
| Partit | Nº Regidors | Vots | Percentatge |
| ------ | ----------- | ---- | ----------- |
| PP     | 8           | 1280 | 65,47%      |
| PSOE   | 3           | 538  | 27,52%      |
| IUCM   | 0           | 90   | 4,60%       |

L'equip de govern de l'actual consistori és:
- Alcalde-President: Mario Anselmo De la Fuente Estévez (PP).
- Primer Tinente d'Alcalde - Concejal de Hacienda y Desarrollo Local: Fernando Casado Quijada (PP)
- Segon Tinent d'Alcalde - Concejal de Obras, Servicios y Urbanismo: José Luis Silva Ventero (PP)
- Regidor de Joventut, Esports i Festes: Félix Sánchez Pascual (PP).
- Regidor de Sanitat, Serveis Socials, Dona i Tercera Edad: María Concepción Herranz Moreno (PP).
- Regidor de Recursos Humans, Urbanitzacions i Atenció al Ciutadà: Ángel Madrid Castro (PP).
- Regidor d'Educació, Cultura i Protocol: Melissa Valero Alberquilla (PP).
- Adjunt de Seguretat, Protecció Civil i Medi Ambient: Manuel Carlos Gómez Cerezo (PP).

## Instal·lacions de la NASA i el INTA

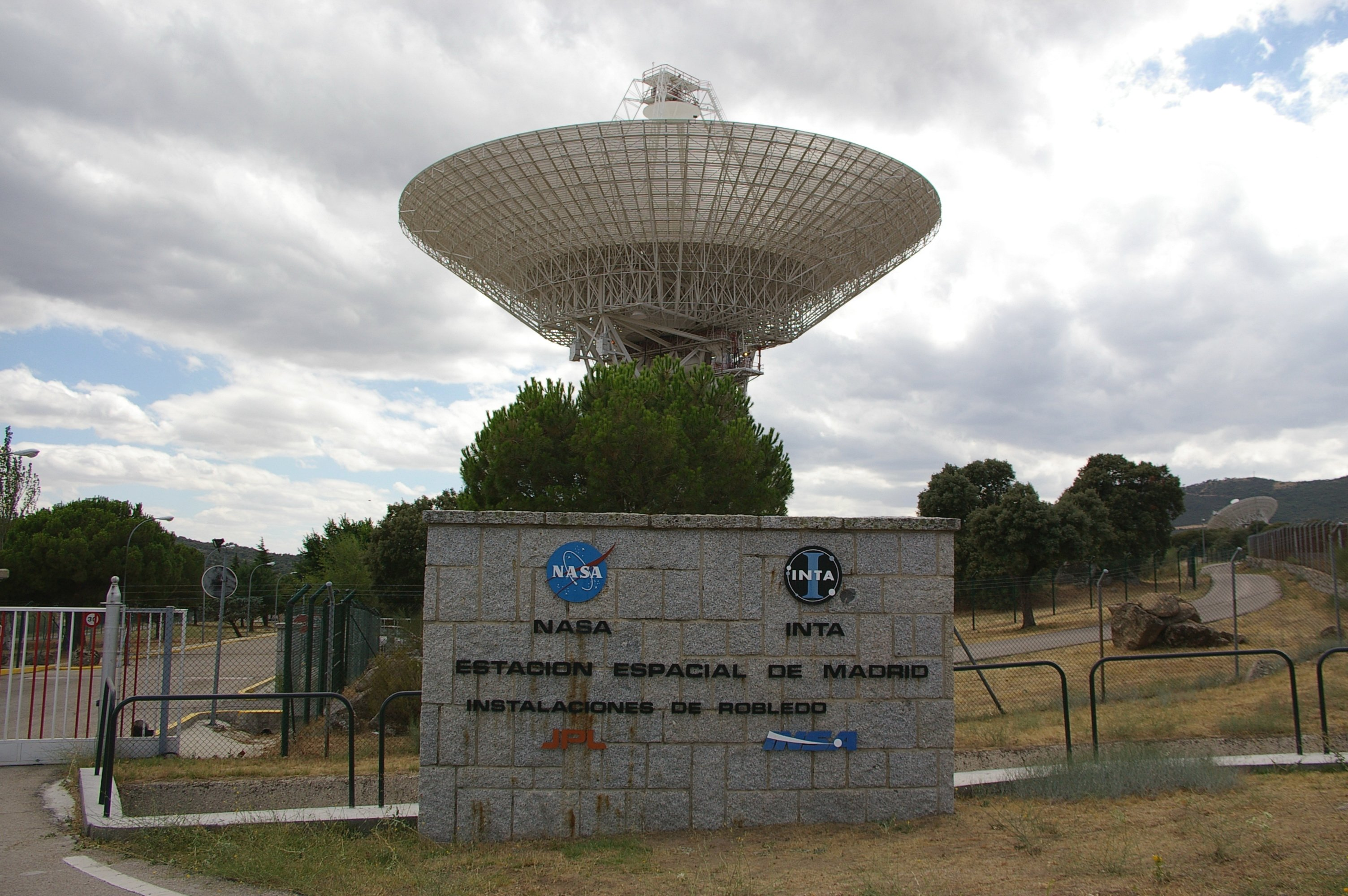
Vista del complex de la NASA, a Robledo de Chavela, i la seva antena de 70 metres

Als afores de la localitat, propera al bosc de La Almenara, es troba una base de seguiment de satèl·lits de la NASA i l'INTA (Institut Nacional de Tècnica Aeroespacial Esteban Terradas), coneguda com a MDSCC (Madrid Deep Space Communications Complex). També és coneguda com «Estació de Seguiment i Adquisició de Dades de la NASA».
Una de les antenes de l'estació (la de 34 m, anomenada la Dino) va servir de suport, juntament amb la resta d'antenes de la Xarxa de l'Espai Profund, al vol de l'Apollo 11 el 1969, primera missió tripulada que va arribar a la Lluna, i a la resta de les missions Apollo. «Sense les vitals comunicacions mantingudes entre l'Apollo 11 i l'estació madrilenya de Robledo de Chavela, el nostre aterratge en la Lluna no hauria estat possible», va afirmar Neil Armstrong. Per aquell temps, aquesta antena era només de 24 metres i es trobava en l'Estació de Fresnedillas de la Oliva, avui clausurada. Posteriorment va ser traslladada a Robledo de Chavela, peça a peça, i es va ampliar el seu diàmetre fins als actuals 34 metres.
Prèviament, en aquesta estació, el 23 d'agost de 1966, s'havia rebut la primera fotografia de la Terra vista des de les proximitats de la Lluna.

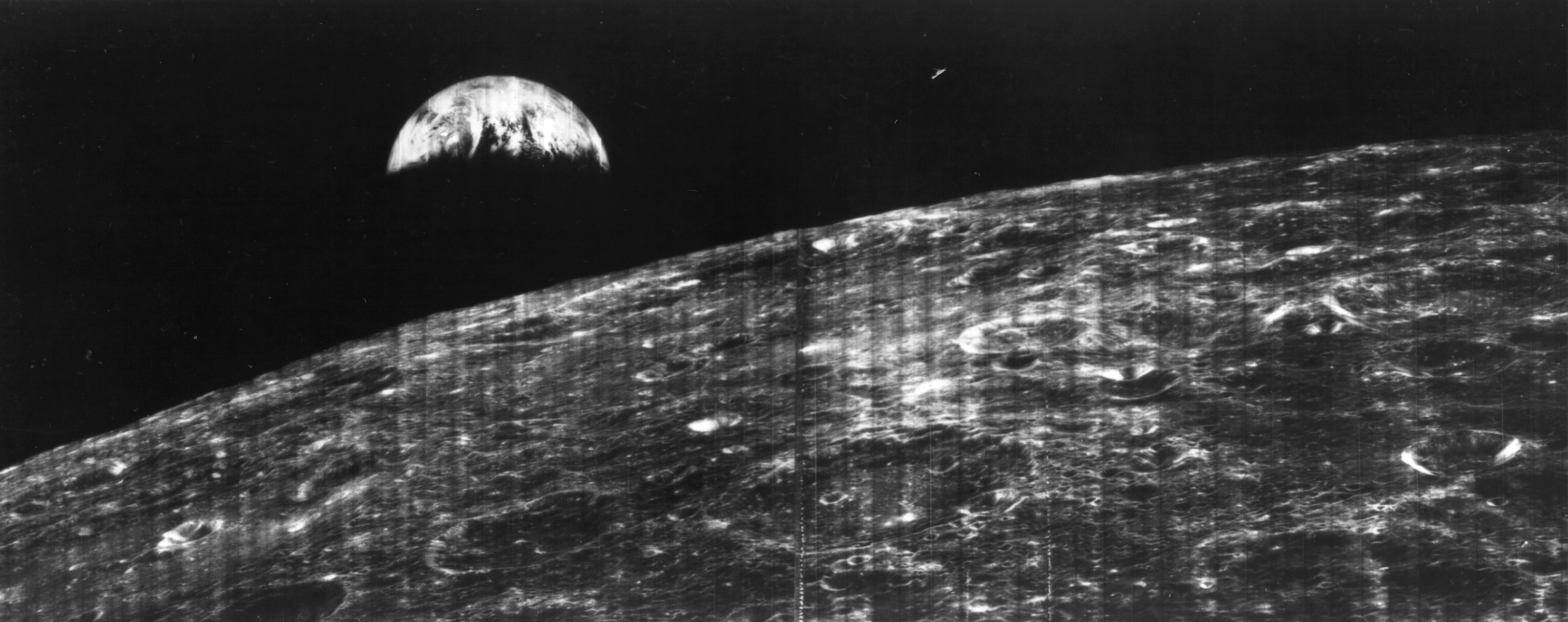
La primera foto de la Terra vista des de la Lluna va ser transmesa el 23 d'agost de 1966 des del Lunar Orbiter I a l'estació espacial de Robledo de Chavela.